# 피커링 (온타리오주)
피커링 (Pickering) 은 캐나다 온타리오주 남부의 더럼 지방자치구에 위치해있는 도시로, 토론토 바로 동쪽에 위치해있다. 1770년대부터 영국인 식민지 정착민들이 주로 정착하여 피커링 곳곳의 자그마한 촌동네는 오늘날 사적과 박물관으로 보존되어있다.

## 역사

### 선사 시대
피커링 지역은 수천 년 동안 원주민들이 살고 있었다. 이로쿼이어족의 언어를 쓰던 와이언도트 족이 15세기쯤 이곳에 살고 있었으며, 고고학자들이 드레이퍼 지구로 알려진 원주민 마을 흔적을 발견하였다. 이후 와이언도트 족은 조지언만 북서쪽으로 이동해서 자신들의 역사적 터전을 가꾸어나갔다. 그 곳에서 17세기 초반 프랑스 탐험가와 선교사, 모피상 등을 접하게 되었다.
이 지역의 처음 기록된 역사는 1669년에 프랑스의 예수회 선교사였던 프랑수아 드 살리냑 드라모트페넬롱이 세네카 족의 마을이였던 간닷세티아곤 (Gandatsetiagon) 에 다다랐을 때 남긴 기록이였다. 오논도와가와 세네카 족은 이로쿼이 연맹의 다섯 부족에 속했으며 오논도와가를 포함한 다른 이로쿼이 연맹의 부족은 온타리오호와 이리호 남쪽과 서쪽에 정착하여 오늘날의 뉴욕주, 펜실베이니아주와 오하이오 계곡에 정착하여 사냥을 하곤 하였다.

### 유럽인들의 정착
7년 전쟁 이후 캐나다가 프랑스에서 영국 식민지가 되면서 1776년에 피커링 지역에 대한 측량도 이루어졌다. 영국의 식민지 정착민들은 캐나다 동부에서 하나둘씩 건너오기 시작하였으며 동네 이름은 노스요크셔 주의 피커링으로 이름을 명명하였다.
1813년, 피커링에는 180명이 살고 있었으며 이는 인근 스카버러보다 40여명이 더 많았다. 1810년대 초반부터 미국에서 퀘이커 이민자들이 다수 건너오기 시작하였으며 그 당시 요크 (오늘날의 토론토)에서 킹스턴을 잇는 킹스턴 로드를 따라 정착하기 시작하였다.
피커링은 1837년 매켄지 내란을 통해 이름이 알려지게 되었는데 내란을 꾸렸던 피터 매튜스는 이 지역에서 가장 두드러진 인물 중 하나였다.

### 20세기
1941년, 타운십 남동쪽이 에이잭스 마을로 분리되었고 온타리오 카운티는 1974년에 더럼 지방자치구가 되었다. 이와 동시에 시경계도 바뀌었는데 온타리오 카운티의 타운십 중 하나였던 피커링빌리지는 에이잭스와 통합되었다.

## 인구
피커링은 20세기 후반에 들어서 급격하게 인구가 성장하였다. 토론토 인구가 급격하게 늘어나면서 위성 도시인 피커링도 인구가 급격하게 늘어나게 되었는데, 1996년부터 2001년 사이에 지자체 인구가 10.3%씩이나 증가하였다. 2001년 이후로는 인구 성장이 어느정도 잦아들었으며 2016년 인구조사 기준 피커링의 인구는 기존보다 서서히 늘어나고 있다.
인구가 급격하게 늘어나지 않는 이유는 피커링 북쪽이 그린 벨트로 묶여있어서 그런데, 피커링 북쪽 지역의 그린 벨트 지역을 해제하는 방안도 현재 검토중이다. 그린 벨트가 해제되면 피커링의 인구는 2031년에 19만 명으로 늘어날 것으로 추정된다. 온타리오 주 당국은 피커링을 더럼 지역의 두 도시 성장 허브 중 하나로 지정하였으며, 이에 따라 더 많은 개발과 인구 성장이 이루어질 것으로 보인다.
2016년 인구 조사에 따르면, 피커링 인구 76.7%가 영어를 모국어로 구사하며 그 다음에는 우르두어가 2.4%, 타갈로그어가 1.7%, 타밀어가 1.6%, 이탈리아어 1.3%, 페르시아어 1.3% 순이다. 한편 피커링 인구의 55.9%는 백인이며 그 다음으로는 남아시아인 15.2%, 흑인 10.8%, 필리핀인 3.7%, 중국인 2.7% 순이였다. 원주민 인구는 1.2%에 불과하였다.
| 연도 | 인구   | ±%        |
| ---- | ------ | --------- |
| 1813 | 180    | —         |
| 1981 | 37,754 | +20874.4% |
| 1991 | 68,831 | +82.3%    |
| 1996 | 78,989 | +14.8%    |
| 2001 | 87,139 | +10.3%    |
| 2006 | 87,838 | +0.8%     |
| 2011 | 88,721 | +1.0%     |
| 2016 | 91,771 | +3.4%     |

## 경제
피커링에는 원자로 8기로 4120 메가와트의 전력을 생산해낼 수 있는 피커링 원자력 발전소가 있다. 첫 번째 발전소인 피커링 A는 1971년에 4기의 원자로로 개장하였다. 원전의 소유주인 온타리오 전력 공사는 피커링의 가장 큰 고용주이기도 하다. 2001년, 풍력으로 돌아가는 OPG 7 기념 터빈이 발전소에 세워졌고 원전은 2024년에 운영을 중단할 방침이다.
피커링에는 이 외에도 몇몇 제조 업체가 있는데, 주요 회사는 오디오 장비 제작사인 요크빌 사운드, 제약, 건강, 미용 상품을 제조하는 퍼듀 파마의 본사는 물론 전기 기구를 생산하는 허벨 캐나다, 스테레오 장비 업체인 PSB 스피커, 공업용수 정화업체인 에코텍 등이 있다. 피커링은 또한 더럼 전략적 에너지 동맹 (Durham Strategic Energy Alliance, DSEA)의 설립자이기도 하고 DSEA에는 피커링의 주요 업체인 온타리오 전력공사, 베리디안, 시멘스, 테트라테크 WEI, AECL, 인텔리미터, 에코텍 등이 있다.
이 도시에는 온타리오 주의 공기업인 지자체 부동산 평가 공사 (Municipal Property Assessment Corporation, MPAC) 가 위치해있다. MPAC는 온타리오 주의 모든 지자체의 부동산 공시지가를 산정하고 2012년에는 캐나다 최대의 인터넷 마케팅 업체인 서치 엔진 피플이 본사를 피커링으로 이전하였다.